# Bruchus rufipes
Bruchus rufipes is een keversoort uit de familie bladkevers (Chrysomelidae). De wetenschappelijke naam van de soort werd in 1783 gepubliceerd door Johann Friedrich Wilhelm Herbst.